# だいにぐるーぷ
だいにぐるーぷは、日本の千葉県習志野市、船橋市（津田沼周辺）を本拠地とする5人組YouTuberチーム。

## 来歴・概要
テレビ番組の様なクオリティーの動画を投稿することでしばしばメディアに取り上げられている。また、サブチャンネルではメンバーの日常やプチ企画を投稿している。
中学校時代の同級生だった、岩田・土井谷・飯野・西尾・須藤・安西・加藤・有馬・佐々木の9名で結成される。結成の背景としては、中学時代から交流があったものの、卒業後は全員進路がバラバラになったことで、思い出作りにという名目で岩田が発起人となってグループがスタートした。
2017年4月、メインチャンネルが開設される。
2017年末、当時メンバーの一人であった佐々木が就職のため脱退することとなった際、多すぎるメンバーを減らす目的として開催された視聴者参加型の『クビレース』を開催。その結果、安西と有馬の2名の強制脱退が発表された。その後須藤も自己都合により脱退し、宇宙人（安西が着ぐるみを被っていた）が加入。
2018年7月に投稿した初の一週間シリーズ企画「心霊スポットで1週間生活してみた。」がヒット。
2019年3月にアップロードされた『1週間逃亡生活』最終回で、須藤の宇宙人（安西）脱退と入れ替わる形でのメンバー復帰が明かされた。
2019年7月より芸能事務所アミューズに所属していたが、2020年2月28日にアミューズの公式サイトから削除され、4月からはフリーとなることが岩田のTwitterにて発表され、後日、15日にYouTubeのサブチャンネルで詳しい退所理由が明かされた。
2021年6月、サブチャンネル内にて加藤がだいにぐるーぷとしての活動を諸事情により休止することがメンバーから発表された。その後、同年11月に復帰している。
2021年11月、BiSH アユニ・DのソロプロジェクトPEDROとの視聴者参加型のコラボ企画「#PEDRO1週間逃亡生活」を実施。
2022年12月23日、メインチャンネルの登録者数が100万人を突破。
2023年5月29日、加藤がだいにぐるーぷから卒業。
2023年12月26日～29日、大阪府守口市を活動拠点とするチーム「Lazy Lie Crazy」とのコラボ動画『海賊サバイバル』を投稿。
2024年8月25日、「アメリカ最恐の心霊スポットで1週間生活してみた Part3」の動画内にてPEDROとの視聴者参加型企画「#PEDRO1週間逃亡生活」を実施することが発表された。当企画は2回目の開催であるが、今回はPEDROが捜査班、だいにぐるーぷが逃走者として日本全国を逃げ回る。
2025年6月13日～28日、「世界滅亡ドッキリ」須藤がターゲットとなり、架空の秘密結社フリーメイソンに須藤が入会し、世界を秘密裏から動かすドキュメンタリー。
2025年7月12日～13日、「イカゲームとかくれんぼ」を開催。

## メンバー
メンバー全員が船橋市立三田中学校出身。グループ名の由来は自分達のスクールカーストにおいての立ち位置（第二グループ）から。慶応義塾大学に在学中の岩田と早稲田大学中退の西尾・慶應義塾大学中退の飯野ら3名の「高学歴チーム」と、高卒の土井谷と中卒の須藤の2名の「中卒チーム」に分かれていたが、中卒チームの加藤の脱退や西尾・飯野の大学中退頃からチーム分けが無くなっている。

### 現メンバー
- 岩田涼太（いわた りょうた、1997年4月18日（28歳） - ）

リーダー。活動統括、売り込み・案件確保、企画担当。
グループの発起人とも言える人物。学生時代・幼少期は人脈もあるガキ大将タイプの子供だった。慶應義塾大学環境情報学部在学中。愛車は、ランドローバー・ディフェンダー110型。座右の銘は「なるようになる」。
- 土井谷誠一（どいたに せいいち、1997年9月3日（27歳） - ）

サブリーダー兼クリエイティブディレクター。
千葉県立船橋古和釜高等学校卒業。高校卒業後は、フリーターとして建設業・飲食業に携わりながらプロダクション人力舎の養成所「スクールJCA」に入学しており、在学中に「シュラバ」というコンビでM-1グランプリに出場するなど、芸人としても活動していた。愛車は日産・プレジデント ソブリンVIP。メンバー随一のギャンブラー。座右の銘は「自分に正直に！」。
- 飯野太一（いいの たいち、1997年9月22日（27歳） - ）

カラグレ・音響・ナレーション担当。
慶應義塾大学法学部中退。だいにぐるーぷのほとんどの動画でナレーションを担当している。
- 西尾知之（にしお かずゆき、1998年1月31日（27歳） - ）

CG・アニメーション作成、メンバーシップ担当。
早稲田大学社会科学部中退。最初に1週間心霊スポット生活を行いチャンネル登録者急増に貢献した。座右の銘は「やるかやらないか」。
CG技術は独学で習得するなど、周りや視聴者からは「頭は悪いが、勉強ができるタイプ」と揶揄されている。
- 須藤祥（すどう しょう〈本名：須藤・バーバラ・祥 / すどう・ばーばら・しょう〉、1998年3月24日（27歳） - ）

総編集マネージメント・総務担当。
千葉県立船橋古和釜高等学校を2年時に中退。その後はフリーターとして飲食・コンビニ・建築関連の仕事に従事していた。フィリピン人とのハーフである。色盲。好きなアーティストはThe Chainsmokers。座右の銘は「筋肉がNOと答えたら私はYESと答える」。

### 元メンバー
- 佐々木悠真（ささき ゆうま、1997年8月11日（27歳） - ）

高卒。2017年に就職の為グループから脱退したが、その後も不定期で動画に出演。現在は建設・リフォーム会社にて勤務中。
だいにぐるーぷの上映会開催時は常にサポートとして協力している。
- 安西拓海（あんざい たくみ、1997年8月14日（27歳） - ）

だいにぐるーぷ裏方スタッフ。
サブチャンネル【だいにぐるーぷのサブ】編集・投稿担当。
駒澤大学経済学部中退。表向きは、現在削除済みの2017年の視聴者参加型企画で強制脱退した運びだったが、学業メインで活動していく本人の意思とその後のグループ活動の円滑化を求めて、メンバーから裏方としてでも活動復帰してほしいと懇願されていたという。
- 宇宙人（うちゅうじん）

地球外生命体という設定の覆面メンバー。須藤と入れ替わる形でだいにぐるーぷへ加入するが、須藤復帰と同時に脱退した。その後、宇宙人とは須藤と入れ替わりの形で、安西をYouTuberとにて表舞台に仮復帰させる為の措置であったことが明かされている。
- 有馬一輝（ありま かずき 1997年9月11日（27歳） - ）

高卒。過去には企画提案やラジオ動画等の活動を行っていたが、現在は銀行員として勤務。佐々木同様不定期で出演。表向きは、現在削除済みの2017年の視聴者参加型企画で強制脱退した運びだったが、本人の仕事優先で活動していきたいという意思表示によるものだという。
- 加藤翔（かとう しょう〈源氏名：帝〉、1998年1月27日（27歳） - ）

スタジオ責任者、グループの雑務担当。
中卒。前歯が無いのが特徴。動画内で普段スタジオとして使用している賃貸物件の家主。好きな音楽ジャンルはヴィジュアル系バンド。座右の銘は「力はパワー」。身長163cm。
2023年5月29日付で、だいにぐるーぷから卒業。ただしスタジオ家主は継続する。

### スタッフ
- 永徳隼也（えいとく じゅんや、1997年12月5日（27歳） - ）

だいにぐるーぷ裏方スタッフ。経理・総務担当。メンバーの須藤とは小学生からの付き合い。
- 安西拓海

元メンバー。
- 大野菜摘（おおの なつみ、1994年6月3日（31歳） - ）

だいにぐるーぷ裏方スタッフ。グッズ・上映会担当。駒澤大学中退。アイドルユニット・HIGH SPIRITS元メンバー。
- 服部彰浩（はっとり あきひろ、1997年5月19日（28歳） - ）

だいにぐるーぷ裏方スタッフ。総統括担当。2021年よりカメラマン・裏方スタッフとして加入。
- 黒澤壽哉（くろさわ としや、1997年6月20日（28歳） - ）

だいにぐるーぷ裏方スタッフ。元だいいちぐるーぷ。天下り先として2025年より加入。全体管理担当。タイガースファン。黄色が好き。

## 映像作品
|     | 発売日        | タイトル                            | 規格    | 備考 |
| --- | ------------- | ----------------------------------- | ------- | --- |
| 1st | 2022年8月12日 | ♯１週間心霊スポット生活 -final-     | Blu-ray | YouTubeメンバーシップ加入者限定の初回盤と、通常盤の2形態でオンラインショップにて発売。Blu-rayの他、メキシコロケのオフショットをまとめた写真集が付属する。Disc1には、「1週間心霊スポット生活 幻の人形島編」と題した須藤と加藤がYouTube版の本編とは異なる偽物の人形島で行った1週間生活の全貌が収録されており、Disc2には、「未公開映像と振り返る 裏側大公開スペシャル」と題した本編の未公開映像をスタジオで振り返った模様が収録されている。 |
| 2nd | 2022年2月23日 | 冤罪 -もし、殺人容疑で逮捕されたら- | Blu-ray | YouTubeメンバーシップ加入者限定の初回盤と、通常盤の2形態でオンラインショップにて発売。Blu-rayの他、全44ページにわたる解説本が付属する。Disc1には「運行からの十日間と判決翌日を監視した記録」、Disc2には「出演者大集合 加藤冤罪ドッキリ裏側大公開スペシャル」が収録されている。 |

## 出演

### ミュージック・ビデオ
- 幡野友暉/ロビンソン・クルーソー

だいにぐるーぷ大型企画「無人島からの脱出 」エンディングテーマ
the unknown forecastのボーカル

### Webドラマ
- YouTubeドラマ「【おもしれー女】ブサイク♂パラダイス」財前役 (加藤)

### CM
- 『キングオブキングダム』本能派VS知能派キャンペーン 「副盟主だいにぐるーぷ参戦」篇